# Paulina Buforn
Paulina Pérez Buforn (Ibiza, 25 de enero de 1997) es una jugadora de balonmano española que juega de lateral para el Porriño y la Selección Española de balonmano.

## Trayectoria
La prolífica cantera del Puig d'en Valls (HC Puchi) vio los primeros pasos de Paulina desde sus 10 años. Recaló en Granollers en la temporada 2015/16, debutando en División de Honor con el equipo catalán.
Una temporada en Zuazo y tres en Guardés, dónde consiguió los mejores registros goleadores de su carrera con 118 tantos en la Liga Guerreras Iberdrola de la 2020-21, además del título de Mejor lateral derecho de la temporada y compitió sus primeros partidos en Europa, le abrió las puertas de la potente liga francesa y jugó con el Fleury Loiret una temporada. El equipo francés es uno de los que siempre lucha por todo en la primera división. En él militaron las guerreras Beatriz Fernández, Marta López, Alexandrina Barbosa y Marta Mangué.
Tras su periplo por Francia, donde no tuvo los minutos que buscaba ni la relevancia en el equipo francés que esperaba (a la postre descendió esa misma temporada), Paulina volvió a España y se enroló en las filas del Porriño gallego con el que volvió a ser llamada con la selección española tras una primera temporada sobresaliente en la que alcanzó la cifra de 500 goles en la Liga española.

### Clubes
- – 2016: HC Puchi
- 2016 – 2017: KH-7 Bm. Granollers
- 2017 – 2018: Balonmano Zuazo
- 2018 – 2020: Atlético Guardés
- 2021 – 2022: Fleury Loiret
- 2022 – Actualidad: Porriño

#### Datos(a fecha de mayo de 2024):[10]
|          | Liga | Copa | EHF |
| -------- | ---- | ---- | --- |
| Partidos | 165  | 18   | 16  |
| Goles    | 617  | 86   | 49  |

### Selección
Debutó en un partido amistoso en Huesca ante Rumanía, el 7 de julio de 2017, anotando 4 goles. Estuvo en la prelista de las Guerreras para el Campeonato de Europa de la mano de José Ignacio Prades. Compitió por la posición con las también extremos Paula Valdivia, Maitane Etxeberria, Marta López y Anne Erauskin.
En el 2023 volvió a la selección de la mano de Ambros Martín para ocupar la posición de extremo en las dos primeras jornadas de la fase de clasificación del Europeo 2024.

## Palmarés
Galardones individuales
- Mejor lateral derecho de la temporada 2020 – 21[14]
- Guerrera de la Jornada - Cuartos de final 2023-24[15]

## Vida
Paulina es abogada y estudió derecho en la Universidad de Barcelona. Eligió esta institución por afinidad familiar y para manejarse en catalán. A pesar de las exigencias de su carrera deportiva, siempre priorizó su educación y, durante su etapa universitaria, aprovechó el programa de deportistas de la UB, que le proporcionó flexibilidad, tutorización y la posibilidad de ajustar exámenes a su calendario competitivo. En su trabajo fin de grado estudió la situación laboral en el balonmano femenino, una temática que ha ampliado en su trabajo de fin de máster.
Además, en su rol en la Asociación de Mujeres de Balonmano, aplica sus conocimientos en fiscalidad y asesoramiento legal, contribuyendo al desarrollo del balonmano femenino en España.